# TEENAGE DREAM
「TEENAGE DREAM」（ティーンエイジ・ドリーム）は、日本のヘヴィメタルバンド・聖飢魔IIの17枚目の小教典（シングル）。B.D.5年（1994年）6月6日に発布された。

## 解説
「闘う日本人」と同日発布された。

## 収録曲
1. TEENAGE DREAM
  - 作詞：DEMON小暮、作曲：LUKE篁、編曲：聖飢魔II、WRECTOR.H
2. CHINESE MAGIC HERB
  - 作詞・作曲：DEMON小暮、編曲：聖飢魔II、WRECTOR.H